# Marius Goring
Marius Goring CBE (* 23. Mai 1912 in Newport, Isle of Wight; † 30. September 1998 in Rushlake Green, Heathfield) war ein britischer Schauspieler.

## Leben
Goring wurde als Sohn des Arztes Charles Goring und der Konzertpianistin Kate Macdonald geboren. Als Marius sechs Jahre alt war, starb sein Vater. Seine Mutter unterstützte sein künstlerisches Talent, so ging er auf die Theaterbühne. Er studierte an der Universität von Cambridge sowie Anfang der 1930er Jahre in Deutschland an der Universität München und in Paris. In München fiel seinen Kommilitonen die Namensähnlichkeit mit der NS-Größe Hermann Göring auf. Sein Theaterdebüt gab er in London im Stück The Voysey Inheritance. In den 1930er Jahren trat er in Shakespearedramen wie Macbeth auf. Auch als seine Filmkarriere an Fahrt aufgenommen hatte, spielte Goring weiterhin Theater an einigen der wichtigsten Bühnen Londons.
Im Kino arbeitete Goring ab 1936 als Schauspieler, zunächst in eher kleineren Rollen. In den 1930er Jahren inszenierte er mehrere Shakespeare-Stücke für das Radio, insbesondere zwei Versionen von König Lear in den Jahren 1938 und 1939. Bekannt wurde er einem breiten Publikum Ende 1939, als er der Rolle des Hitler im Hörspiel The Shadow of the Swastika (auf Deutsch: „Der Schatten des Hakenkreuzes“) seine Stimme lieh, einem Hörspiel in sechs Teilen über die Geschichte der NSDAP. Im Juli 1940 trat er der britischen Armee (Queen's Royal West Surrey Regiment) bei und wurde 1941 zum Londoner Rundfunk der BBC abgeordnet, wo er Leiter des deutschsprachigen Programms wurde. Zahlreiche Rundfunkproduktionen von Hörspielen in deutscher Sprache wurden von ihm arrangiert. Außerdem wirkte er in verschiedenen Propagandasendungen mit; dabei agierte er unter dem Namen Charles Richardson (unter dem Vornamen seines Vaters und dem Mädchennamen seiner Großmutter mütterlicherseits), da er wegen der Namensähnlichkeit fürchtete, dass sein Name mit Hermann Göring in Verbindung gebracht werden könnte. 1944 wurde er Mitglied des Geheimdienstes des SHAEF (Supreme Headquarters Allied Expeditionary Force), wo er den Rang eines Obersten erreichte. Wegen seiner Rundfunksendungen nach Deutschland stand er auf der Todesliste der Nazis. Diese Sendungen dienten als Gegenmaßnahmen gegen die Propaganda im deutschen Auslandsrundfunk, die mit dem Namen William Joyce (alias Lord Haw-Haw) verbunden war.
Seine erfolgreichste Phase als Filmschauspieler hatte er in den 1940er- und 1950er-Jahren. Bekannt wurde er vor allem durch seine vier Filme mit dem Regieduo Michael Powell und Emeric Pressburger, hier insbesondere seine Rollen als exzentrischer Engel, der Verstorbene in den Himmel bringen muss, in Irrtum im Jenseits (1946) und als aufstrebender junger Komponist in Die roten Schuhe (1948). Ab den 1960er Jahren war er seltener im Kino, dafür aber häufiger in britischen Fernsehproduktionen zu sehen. In Großbritannien brachte ihm vor allem die Hauptrolle des Pathologen John Hardy in der Krimiserie The Expert (1968–1976) größere Bekanntheit ein. Zuletzt stand er 1990 in der Kinokomödie Liebesroulette an der Seite von Molly Ringwald und John Gielgud vor der Kamera.
1929 wurde er Gründungsmitglied der Schauspielergewerkschaft British Equity; er fungierte von 1963 bis 1965 sowie von 1975 bis 1982 als deren Präsident.
Marius Goring war dreimal verheiratet: Von 1931 bis zur Scheidung 1941 mit Mary Westwood Steel, danach mit der deutschen Schauspielerin Lucie Mannheim bis zu ihrem Tod 1976, danach mit Prudence Fitzgerald ab 1977 bis zu seinem Tod. Im Jahr 1991 wurde er für sein schauspielerisches Wirken zum Commander of the Order of the British Empire ernannt. Beigesetzt ist er auf dem St. Mary’s Churchyard in Warbleton, East Sussex.

## Filmografie (Auswahl)
- 1936: The Amateur Gentleman
- 1936: Rembrandt
- 1939: Der Spion in Schwarz (The Spy in Black)
- 1939: Die fliegende 55 (Flying Fifty-Five)
- 1940: Der Schrecken von Marks Priory (The Case of the Frightened Lady)
- 1942: Die Blockade (The Big Blockade)
- 1946: Rauschgift an Bord (Night Boat to Dublin)
- 1946: Irrtum im Jenseits (A Matter of Life and Death)
- 1947: Das rettende Lied (Take My Life)
- 1948: Die roten Schuhe (The Red Shoes)
- 1950: Odette
- 1950: Lebensgefährlich (Highly Dangerous)
- 1951: Pandora und der Fliegende Holländer (Pandora and the Flying Dutchman)
- 1951: Der dreizehnte Gast (Circle of Danger)
- 1951: Der wunderbare Flimmerkasten (The Magic Box)
- 1952: Nachts auf den Straßen
- 1952: Wenn das Herz spricht (So Little Time)
- 1952: Der Mann, der sich selbst nicht kannte (The Man Who Watched the Trains Go By)
- 1953: Schuss im Dunkel (Rough Shoot)
- 1954: Die barfüßige Gräfin (The Barefoot Contessa)
- 1955: Spionagenetz Hamburg (Break in the Circle)
- 1955: Liebe, Tod und Teufel (The Adventures of Quentin Durward)
- 1958: Der Rächer im lila Mantel (The Moonraker)
- 1958: Ich war Montys Double (I Was Monty’s Double)
- 1958: Der Sohn von Robin Hood (The Son of Robin Hood)
- 1959: Hügel des Schreckens (The Angry Hills)
- 1959: Die schwarze Lorelei (Whirlpool)
- 1959: Rhapsodie in Blei (The Treasure of San Teresa)
- 1960: International Detective (Fernsehserie)
- 1960: Gehetzt und gejagt (Beyond the Curtain)
- 1960: Exodus
- 1961: London hält den Atem an (The Unstoppable Man)
- 1961: Das Geheimnis der gelben Narzissen (The Devil’s Daffodil)
- 1962: Der Inspektor (The Inspector)
- 1962: Im Namen des Teufels (The Devil’s Agent)
- 1965: Einmal wird abgerechnet (The Crooked Road)
- 1965: Der Tag danach (Up from the Beach)
- 1967: Die 25. Stunde (La Vingt-cinquième Heure)
- 1967: Doctor Who (Fernsehserie, 6 Folgen)
- 1968: Der Mann mit dem Koffer (Man in a Suitcase, Fernsehserie, 1 Folge)
- 1968: Nackt unter Leder (The Girl on a Motorcycle)
- 1968: Ausflucht (Subterfuge)
- 1968–1976: Der Experte (The Expert, Fernsehserie, 62 Folgen)
- 1970: Erste Liebe (First Love)
- 1971: Zeppelin
- 1974: Sturz der Adler (Fall of Eagles, Miniserie, 2 Folgen)
- 1978: Holocaust – Die Geschichte der Familie Weiss (Holocaust, Miniserie, 2 Folgen)
- 1978: Das kleine Mädchen aus blauem Samt (Little Girl in Blue Velvet)
- 1978: Edward und Mrs. Simpson (Edward & Mrs. Simpson, Miniserie, 2 Folgen)
- 1979: Gurdjieff – Begegnungen mit bemerkenswerten Menschen (Meetings with Remarkable Men)
- 1979: Die unglaublichen Geschichten von Roald Dahl (Tales of the Unexpected, Fernsehserie, 1 Folge)
- 1981: Spur nach Levkas (Levkas Man, Miniserie, 6 Folgen)
- 1982: Cymbeline (Fernsehfilm)
- 1983: The Old Men at the Zoo (Fernsehserie, 5 Folgen)
- 1985: Hammer House of Mystery and Suspense (Fernsehserie, Folge The Late Nancy Irving)
- 1990: Liebesroulette (Strike It Rich)